# Jobbank.dk
 Der er for få eller ingen kildehenvisninger i denne artikel, hvilket er et problem. Du kan hjælpe ved at angive troværdige kilder til de påstande, som fremføres i artiklen.

Akademikernes Jobbank eller Jobbank.dk er en dansk jobdatabase med jobopslag til jobsøgende med videregående uddannelsesbaggrund. Jobbasen består af en søgemaskine, der samler jobopslag private og offentlige arbejdspladser. Jobbanken indeholder også en række virksomhedsprofiler, artikler om jobsøgning og en CV-database.
Jobbank.dk drives af Move On Communications A/S og blev lanceret i 1998.